# Русановка (Курская область)
Руса́новка — деревня в Фатежском районе Курской области. Входит в состав Русановского сельсовета.

## География
Расположена в центре Фатежского района на левом берегу реки Усожи. Высота над уровнем моря — 178 м.
Климат
Русановка, как и весь район, расположена в поясе умеренно континентального климата с тёплым летом и относительно тёплой зимой (Dfb в классификации Кёппена).
Часовой пояс
Деревня Русановка, как и вся Курская область, находится в часовой зоне МСК (московское время). Смещение применяемого времени относительно UTC составляет +3:00.

## Этимология
Получила название по фамилии первозаимщиков — однодворцев Русановых. Позднее некоторые из местных Русановых переселились на юго-запад в деревню Чёрный Колодезь (ныне деревни Русаново и Чёрный Колодезь Курчатовского района).

## История
По данным 8-й ревизии 1834 года Русановка — подгородная слобода, населённая однодворцами. Местные жители были прихожанами Богоявленского собора города Фатеж. По данным 1900 и 1905 годов в деревне проживало 256 человек (125 мужского пола и 131 женского). До 1924 года Русановка входила в состав Миленинской волости Фатежского уезда. После установления советской власти становится административным центром Русановского сельсовета. В 1924—1928 годах в составе Фатежской волости Курского уезда. С 1928 года в составе Фатежского района.
В конце 1920-х годов, в ходе коллективизации, в деревне был создан колхоз «Заветы Ильича». В 1937 году он был переименован в колхоз имени Пушкина — к 100-летию гибели поэта. В разное время председателями колхоза были: Чаплыгина А. Г., Ушаков, Колоколов Никита Иванович, Макаров Андрей Иванович (с 1959 года), Гнездилов Леонид Григорьевич, Корсун Леонид Николаевич, Сорокин Вячеслав Иванович. В 1937 году в Русановке было 96 дворов. Во время Великой Отечественной войны, с 24 октября 1941 года по февраль 1943 года, деревня находилась в зоне немецко-фашистской оккупации. К 1950-м годам административный центр Русановского сельсовета был перенесён из Русановки в деревню 1-я Чаплыгина. К началу 1960-х годов к русановскому колхозу имени Пушкина был присоединён колхоз имени Андреева (центр в д. Басовка). С этого времени колхоз имени Пушкина стал единственной сельскохозяйственной артелью на территории Русановского сельсовета и впоследствии был реорганизован в совхоз.

## Население
| Годы      | 1900 | 1905 | 1981 | 2002 | 2010 |
| --------- | ---- | ---- | ---- | ---- | ---- |
| Население | 256  | 256  | ≈360 | 434  | ↘382 |

## Инфраструктура
Личное подсобное хозяйство. В деревне 142 дома.

## Транспорт
Русановка находится в 0,5 км от автодороги федерального значения М2 «Крым» (Москва — Тула — Орёл — Курск — Белгород — граница с Украиной) как часть европейского маршрута E105, в 2 км от автодороги регионального значения 38К-038 (Фатеж — Дмитриев), на автодорогe межмуниципального значения 38Н-255 (М-2 «Крым» – Чибисовка), в 31 км от ближайшей ж/д станции Возы (линия Орёл — Курск).
В 165 км от аэропорта имени В. Г. Шухова (недалеко от Белгорода).